# 스포츠 라이벌리
스포츠에서 라이벌리(Sports Rivaly)는 스포츠팀 간의 경쟁 관계를 의미한다.

## 개요
이러한 라이벌 관계는 처음에 같은 지역을 연고로 하는 팀들 사이에서 형성된 경우가 많은데 이런 경기를 더비(Derby) 또는 로컬 더비(Local Derby)라고 부르고 있으며 특히 축구에서 널리 사용되었다. 야구에서는 시리즈(Series)라는 표현을 더 자주 사용한다. 그래서 스포츠 팀들의 맞수 혈전이라고 의미하게 되지만, 스포츠의 맞수팀 대결이라고도 표현한다.
스포츠 종목별 라이벌전 목록은 다음과 같다.

## 테니스
- 나달-페더러 라이벌전